# Oratorium na Boże Narodzenie (Bach)
Oratorium na Boże Narodzenie (BWV 248; niem. Weihnachtsoratorium) – sześcioczęściowe oratorium na solistów, chór mieszany i orkiestrę autorstwa Johanna Sebastiana Bacha z 1734 roku.

## Historia
Bach napisał oratorium z myślą o wykonywaniu go w kościołach. Zostało napisane na Boże Narodzenie 1734 roku. Zawierało fragmenty wcześniejszych kompozycji, łącznie z trzema świeckimi kantatami z lat 1733–1734 oraz obecnie zaginionej kantaty kościelnej BWV 248a. Data została potwierdzona autografem Bacha na rękopisie oratorium. Kolejne wykonanie oratorium odbyło się dopiero w 1857 roku. Dzisiaj Oratorium na Boże Narodzenie zalicza się do najbardziej znanych kompozycji religijnych i często jest wykonywane w całości lub w części w okresie adwentu i Bożego Narodzenia.
Dzieło należy do grupy trzech oratoriów napisanych pod koniec twórczej działalności Bacha, w latach 1734 i 1735, z okazji najważniejszych świąt religijnych. Obok Oratorium Bożonarodzeniowego obejmuje ona Oratorium na Wielkanoc (BWV 249) i Oratorium na Wniebowstąpienie (BWV 11). Wszystkie one zawierają tenorowy śpiew Ewangelisty jako narratora i przeróbkę wcześniejszych utworów, choć Oratorium na Boże Narodzenie wyróżnia się długością i złożonością. Pełny czas trwania Oratorium wynosi niemal trzy godziny.
Pierwsza część opisuje narodziny Jezusa Chrystusa, druga – objawienie pasterzom, trzecia – adorację pasterzy, czwarta – obrzezanie i nadanie imienia Jezusowi, piąta – podróż mędrców ze wschodu, szósta – adorację mędrców.